# Сід Оуен
Сід Оуен (англ. Syd Owen, нар. 28 лютого 1922, Бірмінгем — пом. 16 січня 1999, Лідс) — англійський футболіст, що грав на позиції захисника за «Лутон Таун», а також національну збірну Англії. По завершенні ігрової кар'єри — тренер.
Футболіст 1959 року в Англії за версією АФЖ.

## Клубна кар'єра
У дорослому футболі дебютував 1946 року виступами за команду клубу «Бірмінгем Сіті», в якій провів один сезон. 
1947 року перейшов до клубу «Лутон Таун», за який відіграв 12 сезонів. Більшість часу, проведеного у складі «Лутон Тауна», був основним гравцем захисту команди, а з 1950 року і її капітаном. У квітні 1959 року був призначений граючим тренером команди. У такому статусі виводив її на поле у фіналі тогорічного Кубка Англії. У цій грі «Лутон» поступився «Ноттінгем Форесту» з рахунком 1:2, проте рівень гри, продемонстрований Оуеном протягом сезону і безпосередньо у фіналі Кубка, приніс йому титул Футболіста 1959 року за версією АФЖ. Після цього 37-річний захисник оголосив про завершення ігрової кар'єри і зосередився на тренерській роботі.

## Виступи за збірну
1954 року дебютував в офіційних матчах у складі національної збірної Англії. Загалом того року взяв участь у трьох матчах збірної, включаючи одну гру на чемпіонаті світу 1954 року у Швейцарії.

## Кар'єра тренера
Навесні 1959 року був призначений граючим тренером «Лутон Тауна», а за декілька місяців зосередився виключно на тренерській роботі. Залишив тренерський штаб команди 23 квітня наступного 1960 року через розбіжності з керівництвом клубу.
Протягом 1960-х і першої половини 1970-х років працював у тренерському штабі «Лідс Юнайтед», який у цей період очолював Дон Реві.
Останнім місцем тренерської роботи був клуб «Манчестер Юнайтед», в якому Сід Оуен працював з молодіжною командою протягом 1978—1981 років.
Помер 16 січня 1999 року на 77-му році життя.

## Титули і досягнення
- Футболіст року за версією АФЖ (1): 1959